# Karen-Helene Hjort
 Der er for få eller ingen kildehenvisninger i denne artikel, hvilket er et problem. Du kan hjælpe ved at angive troværdige kilder til de påstande, som fremføres i artiklen.

Karen-Helene Hjorth (født 20. december 1976 i Odense) er en dansk journalist.
Hjorth er opvokset i Frederikshavn og er student fra Frederikshavn Gymnasium og HF. Hun blev uddannet journalist fra Roskilde Universitet i 2004 og fik efterfølgende job som reporter og vært på TV 2/Bornholm samt vært og redaktør på Set & Sket. Senere kom hun til TV 2 Nyhederne som reporter på 19- og 22-udsendelserne og har også været studievært på TV 2 News.